# Lampsilis virescens
Lampsilis virescens är en musselart som först beskrevs av I. Lea 1858.  Lampsilis virescens ingår i släktet Lampsilis och familjen målarmusslor. IUCN kategoriserar arten globalt som akut hotad. Inga underarter finns listade i Catalogue of Life.